# Хагмайр, Макс
Максимилиан Хагмайр (нем. Maximilian Hagmayr; род. 16 ноября 1956, Вельс, Австрия) — австрийский футболист, нападающий.

## Клубная карьера
Во взрослом футболе дебютировал в 1975 году выступлениями за команду клуба «Линц», в котором провел семь сезонов, приняв участие в 181 матче чемпионата. Большинство времени, проведенного в составе «Линца», был основным игроком атакующего звена команды. В его составе был одним из главных бомбардиров команды, имея среднюю результативность на уровне 0,33 гола за игру первенства.
Своей игрой за эту команду привлек внимание представителей тренерского штаба немецкого клуба «Карлсруэ СК», к составу которого присоединился в 1982 году. Сыграл за клуб из Карлсруэ следующий один сезон своей игровой карьеры. Играя в составе «Карлсруэ» также в основном выходил на поле в основном составе команды.
В 1983 году вернулся в Австрию, где заключил контракт с клубом «Рапид» (Вена), в составе которого провел следующий один год своей карьеры игрока.
В 1984 году перешел в клуб ЛАСК (Линц), за который отыграл 4 сезона. В новом клубе был среди лучших голеодоров, отличаясь забитым голом в среднем почти в каждой второй игре чемпионата. Завершил профессиональную карьеру футболиста выступлениями за команду ЛАСК в 1988 году.

## Выступления за сборную
В 1979 году дебютировал в официальных матчах в составе национальной сборной Австрии. В течение карьеры в национальной команде, которая длилась 4 года, провел в форме главной команды страны 9 матчей, забив 1 гол.
В составе сборной был участником чемпионата мира 1982 года в Испании.